# Nécropole nationale de Sarrebourg - Buhl
 (mars 2015).
La nécropole nationale de Sarrebourg - Buhl, aussi appelée nécropole du Marxberg, est un cimetière militaire français de la Première Guerre mondiale situé sur le territoire de la commune de Sarrebourg, route de Buhl au lieu-dit du Marxberg, dans le département de la Moselle.

## Caractéristiques
Cette nécropole fut créée après la Première Guerre mondiale pour servir de dernière demeure aux combattants. Y sont inhumés des militaires décédés pendant la Grande Guerre et relevés sur les territoires de Hesse, Hoff, Imling, Réding, Saint-Pierre Biberkirch. 
On y trouve aussi des soldats tués lors de la Seconde Guerre mondiale (Français, Bulgares, Polonais, Tchèques, Yougoslaves) ainsi que des militaires décédés lors de l'occupation de la Rhénanie (1918-1930).
Le cimetière rassemble, sur une superficie de 1,472 ha, 1 608 corps dont 962 en tombes individuelles et 646 en ossuaires.